# Наш край (политическа партия)
Наш край е социалдемократическа политическа партия в Украйна. Тя е основана през 2011 г. Седалището ѝ се намира в град Киев. Нейни съпредседатели са – Александър Мазурчак, Александър Фелдман, Юрий Гранатуров, Антон Кисе и Сергей Калцев.

## История
Партията е създадена на 23 август 2011 г. от депутата от Партията на регионите с български произход – Антон Кисе. Първоначалното ѝ название е „Блокова партия“.